# Этерингтон, Мэттью
Мэ́ттью Э́терингтон (англ. Matthew Etherington; род. 14 августа 1981[…], Труро, Юго-Западная Англия) — английский футболист, полузащитник, и тренер.

## Карьера

### Вест Хэм Юнайтед
Самый яркий период карьеры Этерингтона прошёл в «Вест Хэм Юнайтед»: он провёл в клубе 6 лет. За это время он сыграл 165 матчей и забил в них 16 мячей.

### Сток Сити
В «Сток Сити» Мэттью перешёл в 2009 году и едва ли не сразу стал одним из лидеров команды. Он быстро стал любимчиком публики на «Британия Стэдиум».